# Limeño (torero)
José Martínez Ahumado, connu sous l’apodo de « Limeño » et également celui de « Pepe Limeño », né à Sanlúcar de Barrameda (province de Cadix,  communauté autonome d’Andalousie) en Espagne le 19 septembre 1936 et mort le 18 décembre 2015 dans la même ville,, est un matador andalou.

## Présentation et carrière
Il participe à sa première novillada non piquée à Sanlúcar de Barrameda à l'âge de 16 ans, puis il se présente à Madrid le 12 juillet 1959. Il prend son alternative le 29 juin 1960 à Séville Andalousie) devant un taureau de la ganadería de Eusebia Galache. Il a pour parrain, Jaime Ostos  et pour témoin, Curro Romero. 
Il confirme à  Madrid  le 24 mai 1962 devant des taureaux d'Antonio Pérez de San Fernando, avec pour parrain Diego Puerta  et pour témoin Paco Camino. 
Il est apprécié en France où il fait sa présentation lors de la première  Corrida des Aficionados à Nîmes,  le 28 juin, 1970, où il coupe deux oreilles devant un public enthousiaste.
Pepe Limeño a eu une carrière honorable. Il s'est notamment illustré devant des taureaux durs. Il a affronté les Miuras plus d'une fois avant de mettre fin à sa carrière au  Puerto de Santa María le 16 août 1980. Il donnait ce jour-là son alternative à Manuel Rodríguez Blanco « El Mangui », un de ses célèbres concitoyens devenu banderillero et qui est aujourd'hui hémiplégique.
Depuis sa despedida « Limeño » n'a pas quitté le monde taurin. Il parcourt régulièrement les élevages et il est conseiller technique de certaines arènes, notamment celles de Nîmes avec Simon Casas